# Kate Chopin
Katherine O'Flaherty Faris (San Luis, Misuri; 8 de febrero de 1850-ibídem, 22 de agosto de 1904), más conocida como Kate Chopin, fue una autora estadounidense de historias cortas y novelas. Sus obras incluyen El despertar (The Awakening) y  The Story of an Hour and The Storm.

## Infancia
Su padre, Thomas O'Flaherty, era un acaudalado hombre de negocios que había emigrado desde Galway, Irlanda. Su madre, Eliza Faris, era fiel adepta a la comunidad criolla francesa, y su abuela materna, Athenaïse Charleville, era asimismo de ascendencia gala.
El padre de Chopin murió en 1855, cuando ella tenía tan solo cinco años. Como fundador del tren del Pacífico, estaba a bordo del viaje inaugural cuando un puente sobre el río Gasconade se desplomó. Thomas figuraba entre las víctimas. Aquel mismo año, Kate ingresó en la St. Louis Academy of the Sacred Heart (Academia del Sagrado Corazón de San Luis).
La muerte de su padre llevó a la joven Kate a desarrollar una relación cercana con su madre y su abuela. También se convirtió en una ferviente lectora de cuentos de hadas, poesía, alegorías religiosas, así como de novelas clásicas y contemporáneas. Sir Walter Scott y Charles Dickens formaban parte de sus autores predilectos.
En 1863 fue muy malo para la familia de la autora: su bisabuela murió, al igual que su medio hermano George. Siendo un soldado confederado, falleció de fiebre tifoidea mientras se encontraba recluido como prisionero de guerra. Kate pronto abandonó la educación regular y se enclaustró aún más en el ambiente de la lectura. En 1865 retomó la educación formal, regresando por último a la Academia del Sagrado Corazón. Comenzó empleando un libro de uso corriente. Se graduó de la Academia del Sagrado Corazón en 1868, pero no obtuvo ninguna distinción particular, excepto una habilidad como narradora de historias.

## Matrimonio
A sus veinte años de edad, Kate se convirtió en una belleza de la alta sociedad de San Louis, donde era reconocida por su ingenio, y dedicó mucho tiempo a la música. En un viaje a Nueva Orleans, Luisiana, fue enormemente influenciada por una cantante y actriz de ideas liberales. Sus experiencias en Nueva Orleans fueron la base de Emancipation: A Life Fable (Emancipación: Una fábula de vida). Durante estos años, se centró en cuestionar la autoridad de la Iglesia católica, especialmente en problemas relacionados con cuestiones de género: sintió que ésta dominaba a las mujeres.
Kate se casó con Oscar Chopin el 9 de junio de 1870 en San Luis, Misuri. Su marido era miembro de la comunidad criolla francesa de St. Louis. Tuvieron una luna de miel en Alemania, Suiza y Francia, pero volvieron a América tempranamente debido al comienzo de la guerra franco-prusiana.
En la siguiente década, Kate y Oscar vivieron en Nueva Orleans, con un estilo de vida algo promiscuo, en el 1413 de Louisiana Avenue, donde Oscar Chopin finalmente ingresó en el negocio del algodón como un "fabricante". Durante este período, tuvieron cinco hijos y una hija, mientras Kate permanecía activa en el círculo social de la ciudad. Los veranos los pasaban en Grand Isle, una comunidad balnearia en el golfo de México. La independencia de Kate creció, incluyendo el hábito de caminar desacompañada por las calles de la metrópolis, lo que molestaba considerablemente a los vecinos locales. Fue testigo de confrontaciones raciales, así como de terrorismo organizado en contra de los negros.

## Años difíciles
En 1879, la correduría de algodón de Oscar Chopin fracasó y la familia se mudó a Cloutierville, Luisiana, para administrar pequeñas plantaciones y una tienda general. Se convirtieron en activistas de la comunidad, y Kate absorbió mucho material para su futura narración, muy vinculada a la cultura cajún de la zona. Su hogar en el 243 Highway 495 (construido por Alexis Cloutier en la primera mitad de siglo) es actualmente un hito histórico nacional y la sede del Bayou Folk Museum.
Cuando Oscar Chopin murió de fiebre amarilla en 1884, dejó a su esposa con 12 000 USD de deuda (aproximadamente 229 360 dólares estadounidenses en 2005). La escritora intentó controlar las plantaciones y cosechó sola pero con escaso éxito. En ese entonces, tuvo una fantasía pasional con un granjero casado.
Su madre le imploró volver a San Louis, lo cual ella y sus hijos terminaron haciendo hacia 1884. Kate y su familia se sumergieron poco a poco en la vida de San Louis, donde Chopin pudo prescindir de toda preocupación cercana al dinero, y durante este tramo se halló dispuesta a adentrarse en la lectura. Al año siguiente, su madre muere.
Por esta época, Kate sufrió una crisis nerviosa y su doctor le sugirió que considerara a la escritura como una forma de desahogarse a sí misma. Haciendo cuenta del consejo, pronto redescubrió su narrativa natural.

## Los años como escritora
Para fines de la década de 1880, Kate Chopin ya se encontraba narrando historias cortas, artículos, y traducciones que aparecieron en los periódicos Atlantic Monthly, Criterion, Harper's Young People, The Saint Louis Dispatch y Vogue. Fue inmediatamente aclamada como una autora de los colores locales, pero sus cualidades literarias pasaron desapercibidas.
En 1899 su segunda novela, The Awakening (El despertar), cuya historia es la de una esposa insatisfecha que explora su sexualidad, fue publicada a pesar de las duras críticas que recibió debido en cuestiones morales más que al plano literario y por ello estuvo por muchos años fuera de circulación. Actualmente se ha vuelto a reeditar y es la obra de Chopin más disponible en el mercado, junto con algunos de sus cuentos.
Después de este duro golpe, Chopin, profundamente decepcionada pero no derrotada, retomó el plano del cuento breve. En 1900 escribió The Gentleman from New Orleans, y ese mismo año fue incluida en la primera edición de Marquis Who's Who. En 1904 Kate experimentó un colapso mientras visitaba el St. Louis World's Fair. Falleció dos días después, a la edad de 54 años.
Actualmente, Kate Chopin forma parte del Paseo de la Fama de San Louis.

## Obra

### Relatos
- «Désirée's Baby» (1892): este cuento versa de temas vinculados al racismo, al mestizaje y a los colores locales de Louisiana.[8] En él, la autora es libre de expresar sus ideas con claridad, empleando una serie de símbolos e imágenes que ilustran su visión del tema. Ambientado en el período de la esclavitud, Chopin ofrece un rico panorama de contrastes y trata muy de cerca el tema de la relación con los esclavos tanto domésticos como rurales. Hace uso, asimismo, de un vocabulario característico de una zona francófona — si tenemos en cuenta que en aquel entonces se manejaban el francés y el inglés de forma indistinta por los habitantes de Nueva Orleans, lugar que era considerado por el resto del país como una tierra de panoramas exóticos, que Chopin supo explotar acertadamente. Para ello, profundizó en la pronunciación y en cuestiones estrechamente emparentadas al lenguaje, tanto sea por su condición de bilingüe francés e inglés, como de fiel representación de un territorio que se encontraba algo aislado del ojo estadounidense. La alegoría maniquea es apreciable en torno a casi toda la obra, que busca, además, instruir a los lectores de una forma meticulosa como no se ha visto en otros de sus más destacados trabajos. (en Un asunto indecoroso, p. 31. trad. de Olivia de Miguel. Ediciones del Bronce. Barcelona 1996 y en El despertar y otros relatos, p. 241. Ed. y Tr. de Olivia de Miguel. Barcelona, Alba editorial 2011).[1]
- «Bayou Folk» (Houghton Mifflin, 1894) - «Gente del Bayou»
- «The Story of an Hour» (1894) - «En el espacio de una hora» se incluye, precedido de nota biográfica, en la p. 331 ss de la antología Cuando se abrió la puerta. Cuentos de la Nueva Mujer (1882-1914), Alba Editorial, Clásica maior, 2008, ISBN 978-84-8428-418-5.
- «A Night In Acadie» (Way and Williams,1897) - «Una noche en Acadie»
- «The Storm». En España, Marketing Editorial, S.A. editó en 1994 No olvides tu inglés: The storm and other stories (cont. vídeo) ISBN 978-84-8024-957-7
- «Pair of Silk Stockings» - «Un par de medias de seda», incluido en Cuentos de mujeres por mujeres (II); selección, traducción y prólogo de Olga Drennen, Editorial Longseller, 2005. ISBN 987-550-632-X.
- «Athenaise». En España, Athénaïse = Athénaïse (2000, Planeta-De Agostini) ISBN 978-84-395-8176-5
- «At the 'Cadian Ball»
- «Lilacs» - «Lilas»; una traducción de este relato puede encontrarse en la p. 233 de Fin de siècle: relatos de mujeres en lengua inglesa, edición de María Luisa Venegas, Juan Ignacio Guijarro y María Isabel Porcel, Cátedra, Letras Universales, 2009, precedido por una breve biografía. ISBN 978-84-376-2516-4
- «A Respectable Woman» - «Una mujer respetable»

Además de los ya mencionados, en España se ha publicado:
- Un asunto indecoroso y otros relatos (1996, Selección y traducción de Olivia de Miguel; Ediciones del Bronce) ISBN 978-84-8300-125-7

### Novelas
- At Fault (Nixon Jones Printing Co, [St. Louis], 1890) (La culpa, editada en España por Defausta Editorial en 2016)[11]
- El despertar (H.S. Stone, 1899). The awakening
  - El despertar 1986 Trad. de Olivia de Miguel. Ediciones Hiperión, S.L. ISBN 978-84-7517-163-0
  - El despertar 1997 por Editorial Colegio de España, ISBN 978-84-86408-63-3;
  - El despertar 2001 por Columna Edicions, Llibres i Comunicació, S.A. ISBN 978-84-664-0076-3
  - El despertar 1997 Columna Edicions, Llibres i Comunicació, S.A. ISBN 978-84-8300-231-5.
  - El despertar 2005 Ediciones Hiperión, S.L.) ISBN 978-84-7517-558-4
  - O espertar (2002, Editorial Toxosoutos, S.L.) ISBN 978-84-95622-56-3
  - El despertar y otros relatos 2011 Edición de Olivia de Miguel. Alba Clásica. ISBN 978-84-8428-605-9.
  - El despertar 2012 Traducción y edición de Eulalia Piñero Gil. Cátedra. ISBN 978-84-376-3033-5.
  - El despertar 2022 Traducción de Aixa Zlatar. Erizo. La Plata. ISBN 978-987-4888600.